# Georges Margue
Pour les articles homonymes, voir Margue.
Georges Margue, né le 12 septembre 1918 à Luxembourg (Luxembourg) et mort le 6 juillet 2003, est un avocat et homme politique luxembourgeois, membre du Parti populaire chrétien-social (CSV). 

## Biographie
Georges Margue est membre de la Chambre des députés de 1959 à 1989 et de 1991 à 1994.
De 1951 à 1987, il est membre du conseil communal de la ville de Luxembourg.
Son père est le professeur et homme politique Nicolas Margue (lb) et son frère est l'historien Paul Margue. Georges Margue est le grand-oncle de la ministre Elisabeth Margue. Le député écologiste Charles Margue est son fils. 